# لعب لعبة عامة
لعب لعبة عامة (بالإنجليزية: General game playing)‏ (GGP) هو تصميم برامج ذكاء اصطناعي لتتمكن من لعب أكثر من لعبة واحدة بنجاح. بالنسبة للعديد من الألعاب مثل الشطرنج، تتم برمجة أجهزة الحاسوب للعب هذه الألعاب باستخدام خوارزمية مصممة خصيصًا، والتي لا يمكن نقلها إلى سياق آخر. على سبيل المثال، لا يمكن لبرنامج حاسوب يلعب الشطرنج لعب لعبة الداما. يعتبر اللعب العام للعبة علامة فارقة ضرورية في طريق الذكاء الاصطناعي العام.